# 板機指
也稱為扳機指，又稱為狹窄性腱鞘炎（英語：Stenosing tenosynovitis），是一種會出現手指活動受限或卡住的疾患。疼痛可出現在手掌或手指關節。這個命名是由於受影響的手指在活動時會發出聲音。最常見的發病位置是無名指或拇指。
危險因子包括反覆損傷、糖尿病、腎臟病、甲狀腺疾病、發炎性疾病。其根本機轉是因為腱鞘相對於屈肌肌腱太過狹窄，位置通常在A1滑車（A1 pulley，手指最前端的環形韌帶）。儘管常會認為是狹窄性腱鞘炎，但是發炎反應通常不會持續出現。在排除其他可能病因後，通常是以症狀來診斷這個疾病。
治療通常是先休息、使用手指副木、非類固醇消炎止痛藥、類固醇局部注射，如果療效不佳，可採用手術治療。板機指是一個相對常見的疾病，女性比男性常見。50到60多歲是最常見的發病族群。最早是在1850年正式發表這個疾病。

## 症狀
症狀包括患處手指緊繃或卡住。隨著疾病的進展，手掌或指關節可能會出現疼痛。
發作在無名指或中指時，手掌與手指交界處常可以感覺到有一個結節。

## 病因
目前尚不能確定板機指的病因，但已提出幾種理論。此疾病稱為狹窄性腱鞘炎，或特稱為指腱鞘炎狹窄症（英語：Digital tenosynovitis stenosans），但是這可能是用詞不當，因為發炎並不是主要特徵。
推測反覆過度使用手指可導致該手指的腱鞘纖維化狹窄，但缺乏科學實證支持這個理論。板機指與手指過度使用之間的關係尚有爭議，支持和反對的證據都有。儘管機轉尚不清楚，但有證據顯示腕隧道症候群術後出現拇指板機指的機率會增加。類風濕性關節炎也可能出現板機指。

## 診斷
診斷幾乎完全仰賴病史和理學檢查。患部可能一次不只一指，通常是食指、拇指、中指、無名指。深夜和早晨或是用手牢抓物體時，較容易發生手指卡住如扣扳機的姿勢。

## 治療

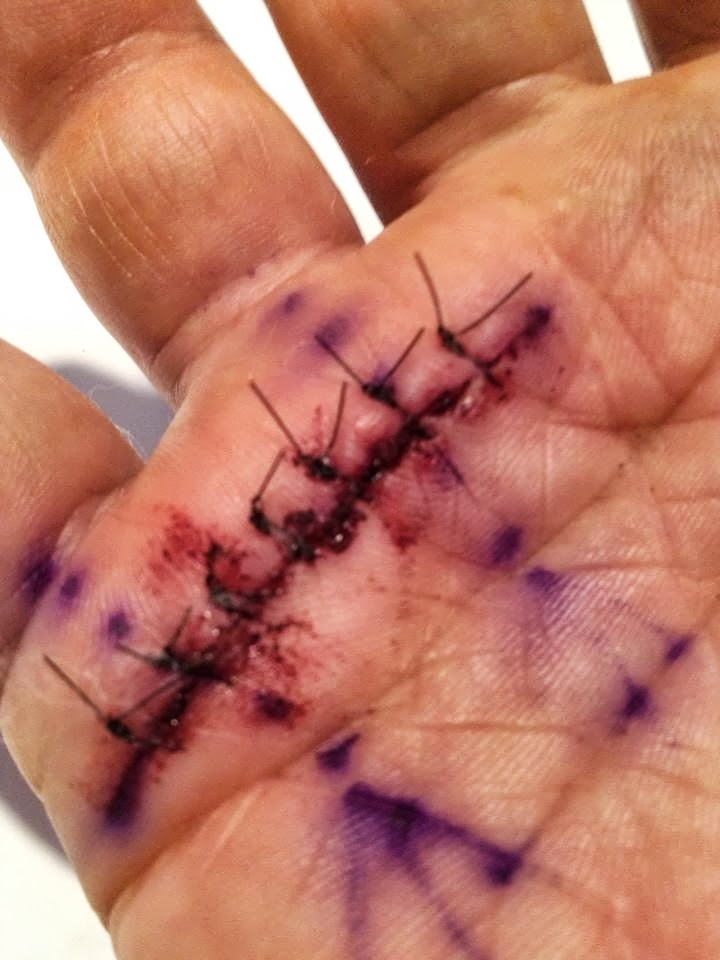
一位糖尿病病患的板機指術後照片

副木、非類固醇消炎止痛藥、皮質類固醇局部注射可用於第一線保守治療 。拇指板機指若能及早治療，療效會明顯較佳 。拇指板機指手術治療併發症可能包含指神經損傷、疤痕、壓痛、關節攣縮。與單獨使用皮質類固醇注射相比，外科手術與皮質類固醇注射合併治療時，症狀改善的比率更高 。
治療包括在最明顯的發炎或壓痛部位注射甲基去氫皮質醇，通常會併用麻醉藥（利多卡因），可採用直接注射或超音波導引注射，通常需要重複2或3次注射以緩解症狀。卡住而無法復位的板機指通常與近端指間關節的屈曲攣縮有關，如此則不宜採用注射治療。
超過半數的病患接受腱鞘內皮質類固醇注射後數周至數月內可有效改善病況。
如果皮質類固醇注射療效不佳，可以改採相對簡單的門診手術來處理，通常只需局部麻醉，外科醫師可切開會限制肌腱滑動的腱鞘。
有研究顯示最經濟有效的治療方法是試著先進行兩次皮質類固醇注射治療，視必要再以手術鬆開A1滑車。直接選擇手術是最昂貴的方式，而且對於解決症狀通常是不必要的。2009年考科藍回顧研究皮質類固醇注射只找到兩個偽隨機對照試驗，合併計算總成功率僅為37％。

### 手術
症狀持續或反覆發作超過6個月，或保守治療效果不佳，可能需要手術鬆開滑車。主要方式為經皮微創手術或開放式手術。在某些醫院傾向採用經皮微創手術，因為運動功能的恢復期較短、併發症較少、疼痛較少。手術的併發症包括：持續的板機指、弓狀指、指神經損傷。以手術取代類固醇注射可能降低復發率，但是相關研究的證據品質不佳。
板機指穿線減壓術是一種超音波導引微創手術，使用一條手術線來切開A1滑車，這種方式沒有手術切口。理論上，經皮針刺減壓術有較大的風險造成神經損傷，因為手術過程不需要看到A1滑車。

## 預後
板機指的自然病程仍不確定。
有證據顯示糖尿病特發性板機指（英語：Idiopathic trigger finger）的臨床表現與一般板機指有所不同。
成功的注射和手術後，扳機症狀很少復發。
雖然近端指間關節可能持續數月不易伸展，牽拉運動等復健治療能有助於伸直手指。

## 外部連結
- YouTube上的DrsGutowandSchneider頻道